# Sikhote-Alin (meteorite)
Sikhote-Alin è un meteorite ferroso caduto nel 1947 sui Monti Sichotė-Alin', nella Siberia orientale (Russia). Questa caduta è una delle più grandi piogge meteoritiche della storia recente.

## Storia

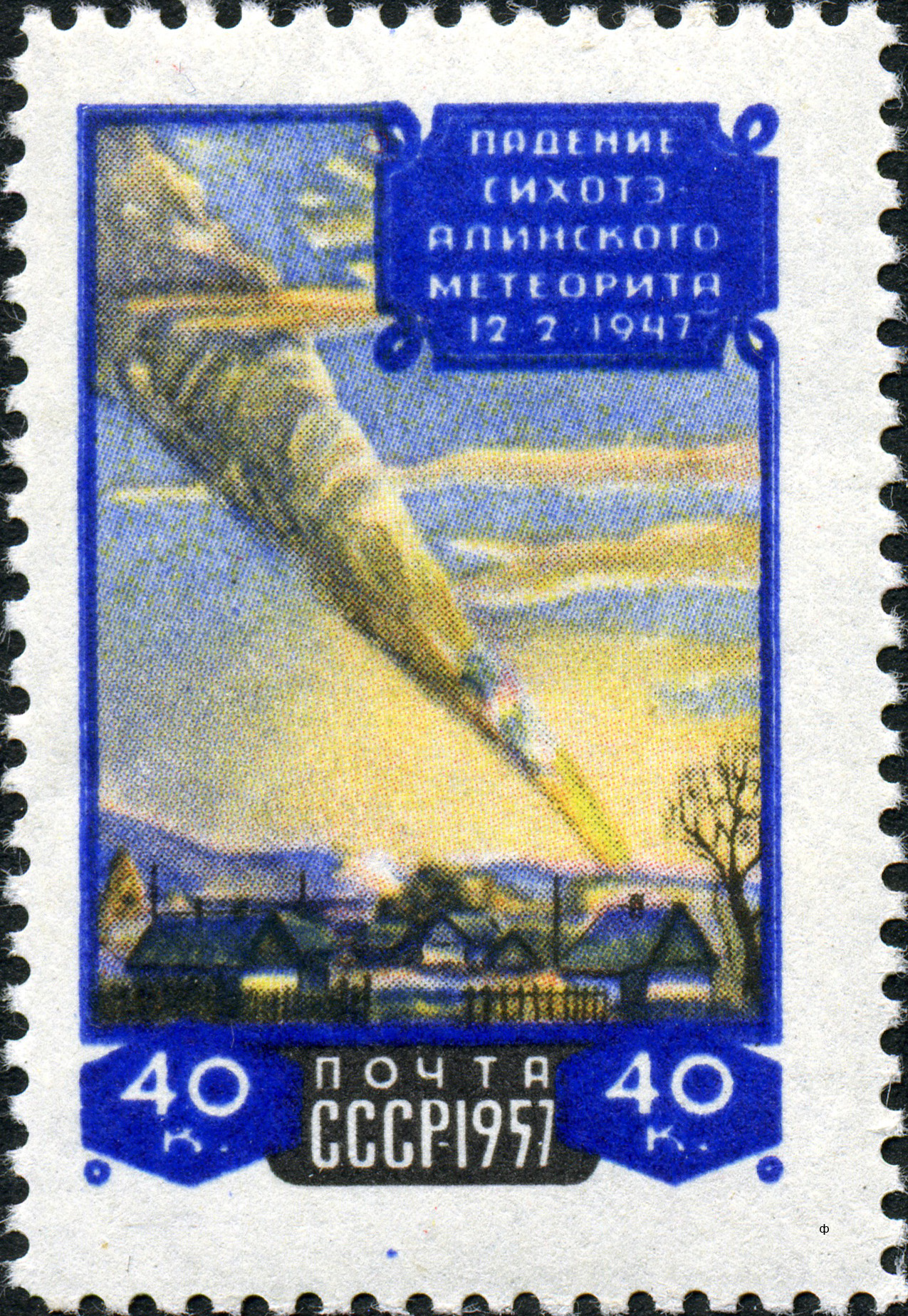
Francobollo sovietico che riproduce il famoso dipinto di P. J. Medvedev.

Alle 10:30, nella fredda mattina del 12 febbraio 1947, molte persone nella zona attorno ai Monti Sichotė-Alin' della Siberia orientale, videro in cielo un grosso bolide più luminoso del Sole. Proveniva da nord e aveva un angolo discendente, poi stimato, di circa 41 gradi. La luce e il potente tuono del bolide furono percepiti fino a 300 km attorno al punto d'impatto, non lontano da Lučegorsk e circa a 440 km a nordest di Vladivostok. La scia di fumo di una trentina di km, rimase nel cielo siberiano per diverse ore prima di dissolversi.
Come il meteoroide entrò nell'atmosfera, alla velocità di circa 14 km/s, iniziò a frammentarsi. Ad un'altitudine di circa 5,6 km la massa principale, con una violenta esplosione, si ruppe in una moltitudine di frammenti i quali, prima di toccare il suolo si frammentarono a loro volta in un susseguirsi di esplosioni più piccole.
Il 20 novembre 1957, in occasione del decimo anniversario della pioggia meteoritica di Sikhote-Alin, l'Unione Sovietica emise un francobollo che riproduceva il famoso dipinto di P. J. Medvedev, un artista russo testimone dell'evento. Medvedev era seduto davanti alla sua finestra e aveva appena iniziato a dipingere quando vide la palla di fuoco, così iniziò immediatamente e riprodurre su tela ciò che stava vedendo.

## Orbita
Dato che il meteorite cadde di giorno, fu osservato da numerosi testimoni. Questo fatto permise a Vasilij Grigor'evič Fesenkov, presidente del comitato per le meteoriti dell'Accademia russa delle scienze, di raccogliere una quantità di dati sufficiente per stimare l'orbita del meteoroide prima del suo impatto con la Terra. L'orbita aveva una forma ellittica con un afelio, ovvero il punto più distante dal Sole, situato all'interno della fascia principale degli asteroidi. Questa orbita è stata con tutta probabilità il frutto di una collisione all'interno della fascia degli asteroidi.

## Dimensioni
Sikhote-Alin è stata una pioggia meteoritica massiccia e la massa totale conosciuta (TKW) di 28 tonnellate, già molto alta di per sé, non tiene chiaramente conto di tutti i frammenti che non sono stati ancora trovati.
Evgenij Leonidovič Krinov ha stimato la massa post-atmosferica complessiva in circa 70.000 kg. Una stima più recente fatta da Cvetkov la pone invece attorno ai 100.000 kg.

## L'area dell'impatto

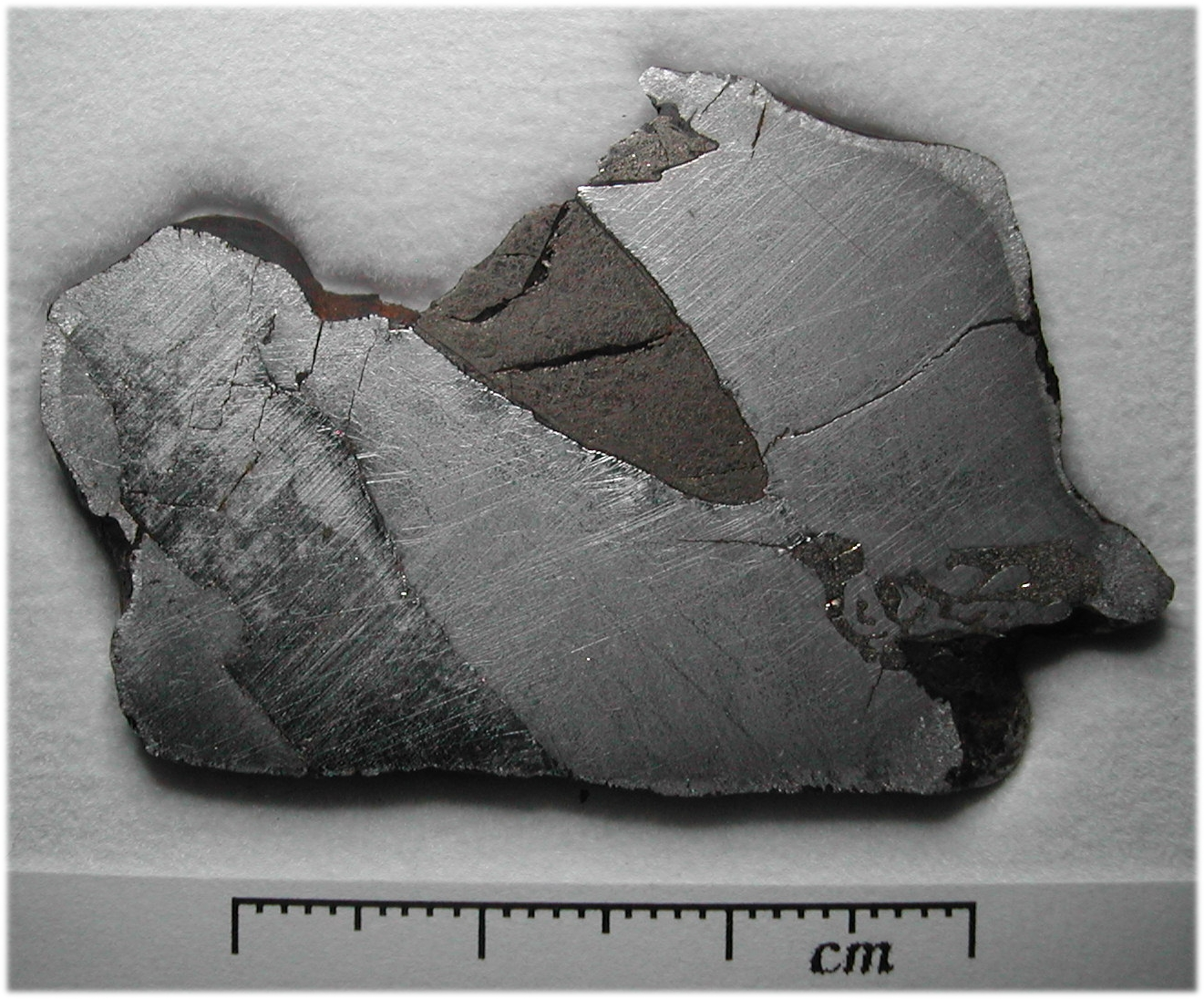
Sezione, è ben visibile un nodulo di troilite (scuro).

L'area dell'impatto di questo meteorite ha, come molte altre zone di impatto meteoritiche, una forma ellittica e si estende per circa 1,3 km². Alcuni dei frammenti di maggiori dimensioni hanno creato dei crateri, il più largo dei quali ha un diametro di 26 metri ed è profondo 6 metri. Impressionanti le foto della prima spedizione sul posto che ritraggono enormi tronchi di alberi secolari spezzati per il lungo da frammenti metallici di pochi kg.

## Composizione e classificazione
Sikhote-Alin è classificato come un meteorite ferroso appartenente al gruppo chimico IIAB e con una struttura da ottaedrite molto grezza.
È composto al 93% di ferro e al 5,9% da nichel. Contiene inoltre un 0,42% di cobalto, uno 0,46% di fosforo, uno 0,28% di zolfo e contiene tracce di germanio e iridio.
I principali minerali presenti sono: taenite, plessite, troilite, cromite, kamacite e schreibersite.

## Esemplari

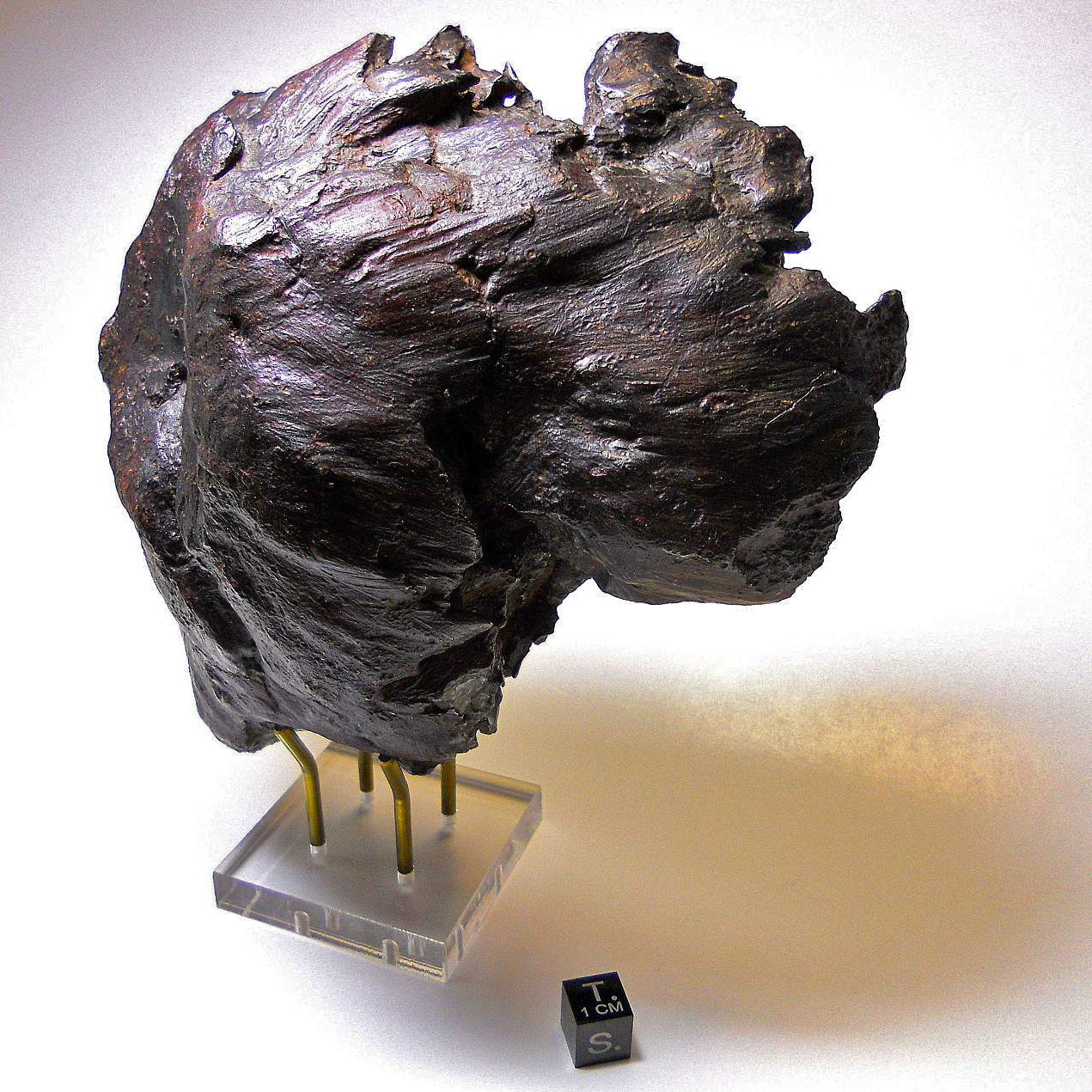
Esemplare shrapnel, 3,3 kg

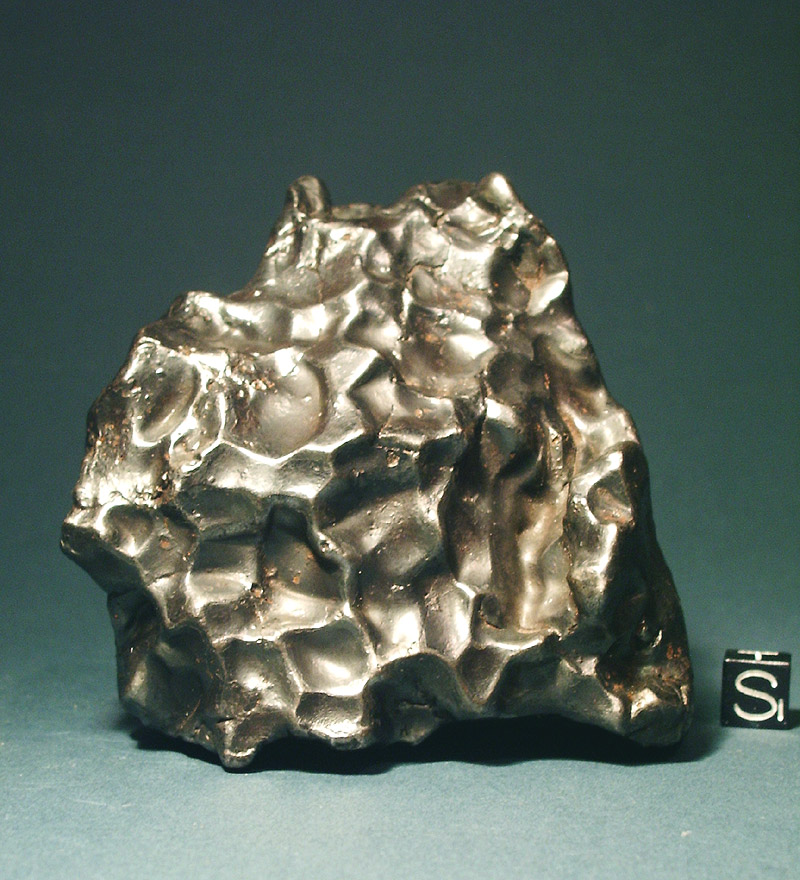
Esemplare con regmagliti non orientate, 1,3 kg

Gli esemplari di Sikhote-Alin si dividono sostanzialmente in due categorie:
1. individual, thumbprinted o regmaglypted: esemplari dotati di crosta di fusione che mostrano segni dell'ablazione atmosferica
2. shrapnel, schegge o frammenti: esemplari dai bordi affilati e dalla forma contorta che mostrano i segni di una violenta frammentazione

Il primo tipo mostra i segni dell'ablazione atmosferica perché essendosi frammentato ad alta quota ha dato tempo all'aria di plasmarne la forma. La loro superficie è caratterizzata dalla presenza di regmagliti, piccoli avvallamenti superficiali, e in certi casi da flow lines, piccoli rigagnoli di metallo fuso solidificato. Gli esemplari thumbprinted sono i più belli e più ricercati dai collezionisti e rappresentano il classico esempio da manuale di meteorite ferroso plasmato dall'attrito con l'atmosfera.
Il secondo tipo rappresenta invece quelle schegge di metallo che non hanno avuto tempo di interagire con l'atmosfera perché si sono frammentate nelle ultime esplosioni a bassa quota o che si sono formate dall'impatto con il suolo ghiacciato. Pur essendo meno estetiche rispetto alle thumbprinted, il loro aspetto tormentato testimonia le forze spaventose che le hanno plasmate.
Gli esemplari più grandi sono in mostra a Mosca o sono conservati gelosamente, solo a fini di studio o per eventuali scambi con altre istituzioni, dall'Accademia russa delle scienze. Esemplari di medie, piccole e piccolissime dimensioni sono entrati nel mercato: uno è anche al Museo di mineralogia dell'Università di Firenze, mentre moltissimi sono in migliaia di collezioni private.